# Charles Itandje
Charles-Hubert Itandje (Bobigny, 2 novembre 1982) è un ex calciatore francese naturalizzato camerunese, di ruolo portiere.

## Carriera
Cresciuto nelle giovanili del Red Star FC 93, trascorse una stagione in prima squadra prima di trasferirsi al Racing Club de Lens. Con la squadra rosso-oro trascorse 6 stagioni collezionando 170 presenze in Ligue 1 e 21 presenze in competizioni europee.
Nell'agosto 2007 Itandje firmò per il Liverpool. Debuttò il 25 settembre 2007 in Carling Cup contro il Reading.
Il 18 aprile 2009 è stato sospeso per 14 giorni dal Liverpool, per aver riso durante la commemorazione della strage di Hillsborough.
Il 31 agosto 2009 viene ceduto in prestito alla squadra greca del AO Kavala neo-promossa nella prima divisione greca.

## Statistiche

### Presenze e reti nei club
Statistiche aggiornate al 31 gennaio 2018.
| Stagione         | Squadra          | Campionato       | Campionato | Campionato | Coppe nazionali | Coppe nazionali | Coppe nazionali | Coppe continentali | Coppe continentali | Coppe continentali | Altre coppe | Altre coppe | Altre coppe | Totale | Totale |
| Stagione         | Squadra          | Comp             | Pres       | Reti       | Comp            | Pres            | Reti            | Comp               | Pres               | Reti               | Comp        | Pres        | Reti        | Pres   | Reti   |
| ---------------- | ---------------- | ---------------- | ---------- | ---------- | --------------- | --------------- | --------------- | ------------------ | ------------------ | ------------------ | ----------- | ----------- | ----------- | ------ | ------ |
| 2007-2008        | Liverpool        | PL               | 0          | 0          | FACup+CdL       | 4+3             | -5 + -5         | UCL                | 0                  | 0                  | -           | -           | -           | 7      | -10    |
| 2008-2009        | Liverpool        | PL               | 0          | 0          | FACup+CdL       | 0               | 0               | UCL                | 0                  | 0                  | -           | -           | -           | 0      | 0      |
| 2009-2010        | Kavala           | SL               | 19         | -23        | CG              | 6               | -5              | -                  | -                  | -                  | -           | -           | -           | 25     | -28    |
| 2010-gen. 2011   | Liverpool        | PL               | 0          | 0          | FACup+CdL       | 0               | 0               | UEL                | 0                  | 0                  | -           | -           | -           | 0      | 0      |
| Totale Liverpool | Totale Liverpool | Totale Liverpool | 0          | 0          |                 | 7               | -10             |                    | 0                  | 0                  |             | -           | -           | 7      | -10    |
| gen.-giu. 2011   | Atromītos        | SL               | 7          | -10        | CG              | 3               | -3              | -                  | -                  | -                  | -           | -           | -           | 10     | -13    |
| 2011-2012        | Atromītos        | SL               | 25+6       | -22 + -6   | CG              | 5               | -6              | -                  | -                  | -                  | -           | -           | -           | 36     | -34    |
| 2012-gen. 2013   | Atromītos        | SL               | 19         | -14        | CG              | 0               | 0               | UEL                | 2                  | -2                 | -           | -           | -           | 21     | -16    |
| Totale Atromītos | Totale Atromītos | Totale Atromītos | 51+6       | -46 + -6   |                 | 8               | -9              |                    | 2                  | -2                 |             | -           | -           | 67     | -63    |
| gen.-giu. 2013   | PAOK             | SL               | 9+1        | -7 + -2    | CG              | 4               | -3              | UEL                | -                  | -                  | -           | -           | -           | 14     | -12    |
| 2013-2014        | Konyaspor        | SL               | 33         | -44        | TK              | 0               | 0               | -                  | -                  | -                  | -           | -           | -           | 33     | -44    |
| 2014-2015        | PAOK             | SL               | 19+6       | -25 + -6   | CG              | 1               | 0               | UEL                | 0                  | 0                  | -           | -           | -           | 26     | -31    |
| Totale PAOK      | Totale PAOK      | Totale PAOK      | 28+7       | -32 + -8   |                 | 5               | -3              |                    | 0                  | 0                  |             | -           | -           | 40     | -43    |
| 2015-2016        | Çaykur Rizespor  | SL               | 33         | -47        | TK              | 4               | -4              | -                  | -                  | -                  | -           | -           | -           | 37     | -51    |
| 2016-gen. 2017   | Gaziantepspor    | SL               | 5          | -9         | TK              | 0               | 0               | -                  | -                  | -                  | -           | -           | -           | 5      | -9     |
| gen.-giu. 2017   | Adanaspor        | SL               | 12         | -28        | TK              | -               | -               | -                  | -                  | -                  | -           | -           | -           | 12     | -28    |
| Totale carriera  | Totale carriera  | Totale carriera  | 194        | -243       |                 | 30              | -31             |                    | 2                  | -2                 |             | -           | -           | 226    | -276   |

### Cronologia presenze e reti in nazionale
| Cronologia completa delle presenze e delle reti in nazionale ― Camerun | Cronologia completa delle presenze e delle reti in nazionale ― Camerun | Cronologia completa delle presenze e delle reti in nazionale ― Camerun | Cronologia completa delle presenze e delle reti in nazionale ― Camerun | Cronologia completa delle presenze e delle reti in nazionale ― Camerun | Cronologia completa delle presenze e delle reti in nazionale ― Camerun | Cronologia completa delle presenze e delle reti in nazionale ― Camerun | Cronologia completa delle presenze e delle reti in nazionale ― Camerun |
| Data                                                                   | Città                                                                  | In casa                                                                | Risultato                                                              | Ospiti                                                                 | Competizione                                                           | Reti                                                                   | Note                                                                   |
| ---------------------------------------------------------------------- | ---------------------------------------------------------------------- | ---------------------------------------------------------------------- | ---------------------------------------------------------------------- | ---------------------------------------------------------------------- | ---------------------------------------------------------------------- | ---------------------------------------------------------------------- | ---------------------------------------------------------------------- |
| 23-3-2013                                                              | Yaoundé                                                                | Camerun                                                                | 2 – 1                                                                  | Togo                                                                   | Qual. Mondiali 2014                                                    | -1                                                                     |                                                                        |
| 9-6-2013                                                               | Lome                                                                   | Togo                                                                   | 0 – 3 tav                                                              | Camerun                                                                | Qual. Mondiali 2014                                                    | -                                                                      |                                                                        |
| 16-6-2013                                                              | Kinshasa                                                               | RD del Congo                                                           | 0 – 0                                                                  | Camerun                                                                | Qual. Mondiali 2014                                                    | -                                                                      |                                                                        |
| 8-9-2013                                                               | Yaoundé                                                                | Camerun                                                                | 1 – 0                                                                  | Libia                                                                  | Qual. Mondiali 2014                                                    | -                                                                      |                                                                        |
| 13-10-2013                                                             | Tunisi                                                                 | Tunisia                                                                | 0 – 0                                                                  | Camerun                                                                | Qual. Mondiali 2014                                                    | -                                                                      |                                                                        |
| 17-11-2013                                                             | Yaoundé                                                                | Camerun                                                                | 4 – 1                                                                  | Tunisia                                                                | Qual. Mondiali 2014                                                    | -1                                                                     |                                                                        |
| 5-3-2014                                                               | Leiria                                                                 | Portogallo                                                             | 5 – 1                                                                  | Camerun                                                                | Amichevole                                                             | -1                                                                     | 46’                                                                    |
| 29-5-2014                                                              | Kufstein                                                               | Camerun                                                                | 1 – 2                                                                  | Paraguay                                                               | Amichevole                                                             | -2                                                                     | 72’                                                                    |
| 1-6-2014                                                               | Mönchengladbach                                                        | Germania                                                               | 2 – 2                                                                  | Camerun                                                                | Amichevole                                                             | -2                                                                     |                                                                        |
| 13-6-2014                                                              | Natal                                                                  | Messico                                                                | 1 – 0                                                                  | Camerun                                                                | Mondiali 2014 - 1º turno                                               | -1                                                                     |                                                                        |
| 18-6-2014                                                              | Manaus                                                                 | Camerun                                                                | 0 – 4                                                                  | Croazia                                                                | Mondiali 2014 - 1º turno                                               | -4                                                                     |                                                                        |
| 23-6-2014                                                              | Brasilia                                                               | Brasile                                                                | 4 – 1                                                                  | Camerun                                                                | Mondiali 2014 - 1º turno                                               | -4                                                                     |                                                                        |
| Totale                                                                 |                                                                        | Presenze                                                               | 12                                                                     |                                                                        | Reti                                                                   | -16                                                                    |                                                                        |

## Palmarès

### Club

#### Competizioni internazionali
- Coppa Intertoto UEFA: 1

Lens: 2005